# Al-Amara
al-Amara (arabiska العمارة) är en stad i sydöstra Irak, och är den administrativa huvudorten för provinsen Maysan. Staden är belägen vid floden Tigris. Det finns inga officiella uppgifter från sen tid över stadens befolkning, men det distrikt som hör till staden hade en uppskattad folkmängd av 490 983 invånare 2009, på en yta av 4 557 km².